# Município de Green (condado de Hocking, Ohio)
O município de Green (em inglês: Green Township) é um município localizado no condado de Hocking no estado estadounidense de Ohio. No ano de 2010 tinha uma população de 3 261 habitantes e uma densidade populacional de 33,86 pessoas por km².

## Geografia
O município de Green encontra-se localizado nas coordenadas 39° 30′ 33″ N, 82° 20′ 08″ O. Segundo a Departamento do Censo dos Estados Unidos, o município tem uma superfície total de 96.3 km², da qual 95,5 km² correspondem a terra firme e (0,83 %) 0,8 km² é água.

## Demografia
Segundo o censo de 2010, tinha 3 261 pessoas residindo no município de Green. A densidade populacional era de 33,86 hab./km².